# Geoffrey Parker
Geoffrey Parker (Nottingham, 25 december 1943) is een Brits militair historicus van de vroegmoderne tijd.
Geoffrey Parker studeerde geschiedenis aan Christ's College, Cambridge. Drie jaar na zijn afstuderen in 1965, behaalde hij in 1968 zijn doctoraat. Van 1968 tot 1972 was hij fellow in Cambridge. In 1981 verleende de Universiteit van Cambridge hem een doctoraat in de literatuur vanwege zijn publicaties over de vroeg-moderne tijd. Hij doceerde aan de universiteiten van Cambridge, Sint Andrews en Illinois. Van 1993 tot 1996 doceerde hij aan de Yale-universiteit. In 1997 ging hij over naar de Staatsuniversiteit van Ohio. Parker is intussen Amerikaans staatsburger.
In 1977 publiceerde hij een invloedrijk werk over de Tachtigjarige Oorlog (The Dutch Revolt)
Zijn belangrijkste werk is The Military Revolution, Military Innovation and the Rise of the West, 1500-1800 (De militaire revolutie. militaire innovatie en de opkomst van het westen, 1500-1800) dat in 1998 werd gepubliceerd bij de Cambridge University Press. 

## Belangrijkste werken
- (en)  Parker, Geoffrey, The Army of Flanders and the Spanish Road, 1567-1659, Cambridge, 1972.
- (en)  Parker, Geoffrey, Military Revolution, 1560-1660 - A Myth?, The Journal of Modern History 48(1976): 196-214
- (en)  Parker, Geoffrey, The Dutch Revolt, London, 1977 (Nederlandse vertaling: De Nederlandse Opstand. Van beeldenstorm tot bestand, Het Spectrum, 1981).
- (en)  Parker, Geoffrey, Philip II, Boston and London, 1978.
- (en)  Parker, Geoffrey, Europe in Crisis, 1598-1648. Cornell U. Press, 1979.
- (en)  Parker, Geoffrey, The Thirty Years' War. London: Routledge and Kegan Paul, 1984.
- (en)  Parker, Geoffrey, Spain and the Netherlands, 1559-1659. Ten Studies, 2nd ed. Fontana, 1990.
- (en)  Parker, Geoffrey, joint ed. The Times History of the World, 3rd ed. London, 1995
- (en)  Parker, Geoffrey, The Military Revolution: Military Innovation and the Rise of the West, 1500-1800, 2nd. Ed. Press Syndicate of U. of Cambridge, 1996.
- (en)  Parker, Geoffrey, and Lesley M. Smith, eds. The General Crisis of the Seventeenth Century, 2nd ed. Routledge, 1997.
- (en)  Parker, Geoffrey, ed. The Times Atlas of World History. Second Compact Edition, HarperCollins, 1997
- (en)  Parker, Geoffrey, The Grand Strategy of Philip II, 2000
- (en)  Parker, Geoffrey, The Reader's Companion to Military History, 2001 (co-auteur: Robert Cowley)
- (en)  Parker, Geoffrey, Felipe II: La biografía definitiva, Editorial Planeta, 2010.
- (en)  Parker, Geoffrey, Global Crisis: War, Climate Change and Catastrophe in the Seventeenth Century, New Haven and London: Yale University Press, 2013.
- (en)  Parker, Geoffrey, Imprudent King: A New Life of Philip II, New Haven and London: Yale University Press, 2014 (Nederlandse vertaling: Filips II, onmachtig koning, Historisch Nieuwsblad, 2015).
- (en)  Parker, Geoffrey, Emperor. A New Life of Charles V, Yale University Press, 2019 (Nederlandse vertaling: Keizer Karel V, landsheer van de Nederlanden, Habsburgs wereldheerser, Omniboek, 2020).